# Antimitrella apicibulbus
Antimitrella apicibulbus is een slakkensoort uit de familie van de Columbellidae. De wetenschappelijke naam van de soort is voor het eerst geldig gepubliceerd in 1920 door Tomlin.